# Erwinia carotovora
Erwinia carotovora (synoniem: Pectobacterium carotovorum) is een bacterie, die tot de familie Enterobacteriaceae behoort en bacterierot veroorzaakt. De bacterie is gramnegatief. Het is een plantenziekte met diverse gastheren, waaronder veel landbouw- en wetenschappelijk belangrijke plantensoorten, zoals wortel, aardappel, tomaat, bladgroenten, pompoen, komkommer, ui, paprika, kool, Saintpaulia. De bacterie produceert pectolytische enzymen, die de pectine tussen de afzonderlijke plantencellen hydrolyseert. Verder worden cellulase, hemicellulasen, arabinasen, cyanosen en protease geproduceerd door de bacterie. De bacterie werd voor het eerst gevonden op de wortel, waar de naam van de Engels naam carrot is afgeleid.
Momenteel zijn er van Pectobacterium carotovorum de volgende ondersoorten beschreven:
- Pectobacterium carotovorum subsp. carotovora
- Pectobacterium carotovorum subsp. brasiliense
- Pectobacterium carotovorum subsp. odoriferum
- Pectobacterium carotovorum subsp. actinidiae
- Pectobacterium carotovorum subsp. betavasculorum
- Pectobacterium carotovorum subsp. atroseptica
- Pectobacterium carotovorum subsp. wasabiae

Het is een zwakteparasiet en kan de plant alleen binnendringen via wondjes.